# Нормальное развитие в психологии
Норма́льное разви́тие в психоло́гии — развитие, которое ведёт за собой приобщение к родовой человеческой сущности.
Критериями такого развития являются:
- Отношение к человеку как к самоценности, а не как к «средству» достижения собственных целей, не как к функции;
- Способность к преодолению эгоцентризма, способность к децентрации, которая влечёт за собой творческий характер жизни, потребность в позитивной свободе;
- Способность к свободному проявлению собственной воли;
- Вера в собственную способность творить своё будущее, вера в осуществимость намеченного;
- Ответственность как перед собой, так и перед другими;
- Желание обрести общий, сквозной смысл жизни.

Без чёткого понимания нормы в психологии практически невозможно отличить человека с психическими отклонениями от здорового. Это расходится с представлениями из фильмов, где "безумцы" бросались на стены или совершали другие подобные действия. В реальности неподготовленный человек при контакте с аномальной личностью скорее будет оправдывать её фразами вроде "а с кем такого не бывает". Понимание нормы в психологии поможет не только специалистам в этой области, но и вообще любому человеку, например, таким образом можно на ранней стадии заметить расстройство у близкого человека, что может помочь предотвратить нежелательные последствия.

## Основные подходы к "норме"
Хотя в психологии и психиатрии понятие "нормы" до сих пор чётко не определено, можно изложить основные варианты толкования этого понятия:

### Статистически-адаптационный подход
Норма понимается как нечто среднее, устоявшееся, не выделяющееся, при этом наиболее адаптивное к окружающей среде. Такое значение хорошо подходит в житейском смысле, однако в научной психологии подвергается критике. Так, К. Домбровский считал, что способность приспосабливаться к любым условиям говорит о недостаточной сформированности морально-нравственной сферы у человека, об отсутствии чёткой жизненной позиции и иерархии ценностей. Ю. Б. Гиппенрейтер в качестве критики статистической части этого подхода приводила рассуждения следующего характера: если у нас нормальное распределение какого-либо признака в популяции, то, допустим, в рамках нормы будет половина всей выборки. Это много, однако даже так 1/4 выборки с одного краю и 1/4 выборки с другого края будут являться патологией, аномалией. В сумме это та же половина. Если мы возьмём уже 2 каких-то признака, то при нормальном распределении ими в достаточной выраженности будет обладать только 1/4 часть людей, а уже 3/4 будут аномальными. Таким образом, чем больше признаков мы будем брать, тем меньшая часть выборки будет соответствовать "статистическому большинству", а ведь в этом и заключалась главная идея данного подхода.

### Негативные критерии нормы
Норма принимается как отсутствие выраженных патологических симптомов. Однако, даже на интуитивном уровне понятно, что пользуясь таким подходом мы только сможем обнаружить границы, в рамках которых должна лежать норма, но никак её не определим.

### Подход с позициикультурного релятивизма
Норму необходимо искать в соответствии с особенностями культуры отдельных социальных групп. Некоторые вещи, абсолютно обыденные для одной культуры, совершенно неприемлемы в другой. Но данный взгляд на проблему не далеко ушёл от статистически-адаптационного подхода, поскольку каждый индивид состоит как минимум в нескольких социумах, каждый из которых предъявляет свои требования.

### Экзистенциальный подход
Каждый человек обладает уникальным внутренним миром, к каждому нужен индивидуальный подход. Негативные аномалии личности не редко объяснялись  патогенным влиянием общества. Основной функцией психиатрии считается угнетение, репрессия "неугодных" людей. Данный подход, по сути, вообще отрицал понятие нормы.

### Подход малой психиатрии
У каждого человека в той или иной степени можно выявить патогенные черты. Абсолютно гармоническое развитие личности возможно только в воображении. Норма, то есть здоровье, при таком взгляде определяется способностью "не переходить черту", избегать ярко выраженных неврозов и психопатий. По сути, здоровье здесь определяется через нездоровье, однако главной положительной чертой такого подхода считается использование терминов психиатрии, наличие содержательной части.

### Описательный подход
Описание разными авторами свойств, которыми должна обладать здоровая личность. Например, целостность личности, способность устанавливать контакт с окружающими людьми, способность к юмору и другие. У многих приверженцев такого взгляда на норму среди критериев выделялись общие, также надо отметить попытку выделить позитивные качества нормальной личности, а не патологические черты больной. Однако, крайне редко при таких описаниях используется категориальный аппарат научной психологии и обычно в центре внимания уже сформировавшаяся личность, а не её становление. Также в качестве критики можно привести отсутствие чётких определений у используемых понятий.

## Понимание нормы в различных направлениях психологии

### Вгештальт-теории
Наиболее важным понятием является "целостность". Если вдуматься в семантический смысл данного понятия и поискать однокоренные слова, то можно прийти к следующему ряду: "целостный", "целый", "целить", "исцелять". Это выделяет, подчёркивает связь здоровья и интегрированности личности.

### Вбихевиоризме
Проблема нормы как таковая не ставилась вообще, однако под "нормальностью" подразумевается способность приспосабливаться, адаптироваться, быть в гомеостатическом равновесии с окружающей средой.

### Впсихоанализе
Данная проблематика также не рассматривалась, поскольку в данном направлении у невротичной личности и нормальной практически нет отличий. "Мотивация" и невротически больных и здоровых людей генетически и функционально связано с либидо, поведение определяется в основном бессознательными причинами, а главный принцип функционирования мотивации - гомеостазис.

### Вгуманистической теории
Особенно важное значение придавалось роли самосознания в развитии здоровой личности, стремлению к самосовершенствованию, желанию быть уникальным и т. д. Однако в качестве аргументационной базы выдвигался анализ наиболее выдающихся творческих личностей. Игнорируется сам путь к этой вершине, кроме того появляются затруднения в объяснении причин патологий, по сути они заимствуются из теории Фрейда.

## Понимание нормы в философской концепции человека
Пытаясь чётко разграничить норму и патологию, психология часто обращалась к другим наукам: статистике, биологии, праву и так далее. Однако собственный взгляд на данную проблему необходимо искать не в смежных областях, а на ступень выше, в науке, для которой психология является частной, которая в том числе через психологию реализует себя. Такой наукой является философия.
К. Маркс писал, что человек есть ансамбль всех общественных отношений.
Здесь важно отметить использование именно термина "ансамбль", это не "совокупность", которая является для него лишь начальной точкой, ансамбль включает в себя "слаженность", "соподчинённость", "содружество", "организованное единство". Таким образом, для нормального развития человеку не нужно арифметическим путём собирать в себе отражения вообще всех общественных отношений, это в принципе невозможно, нужны лишь некоторые отношения, способные персонифицироваться и интериоризоваться.
Главной, системообразующей линией этого ансамбля является способ отношения к человеку, формирующийся в борьбе двух противоположностей: понимания человека как самоценности, способной развиваться безотносительно заранее установленному масштабу, и понимания человека как функции, средства, пусть очень дорогой и уникальной, но вещи.
Также важно, чтобы деятельность человека была творческой. Для этого она должна быть не порождена какими-то условиями, человек должен делать не "из-за", а "для" чего-то. При том это "для" не должно быть навязано откуда-то извне, оно должно идти изнутри человека. Даже самая монотонная, цикличная деятельность может считаться творческой в зависимости от её предмета - жизни, творимых отвергаемых и принимаемых отношений, главное из которых, как уже было сказано выше, отношение к другим людям.
Человек должен стремиться к свободе, но не к свободе от внешних ограничений, а к свободе вследствие положительной силы проявлять свою индивидуальность, к позитивной свободе. Он должен не подчиняться обстоятельствам, а изменять их в соответствии с хорошо представляемыми целями, благодаря своей воле. Однако это невозможно без веры в возможность, правильность и осуществимость своих проектов, ведь чтобы добиться чего-то нового, чего пока ещё никто не добивался, необходимо поверить в это так, как будто оно уже существует, как будто возможно этого достичь.
Человек не ограничен только лишь теоретическим знанием и актом веры в постижении себя. Парадоксально, но отношение к себе возникает через отношение к другому. В. Франкл писал, что нельзя истинно понять другого человека, не полюбив его. Нужно любить каждого ближнего и всё человечество в целом, не как пёструю массу, а как связь конкретных людей, при таком отношении возможно осознать себя как равноценную часть всего рода, как самоценность. И чем больше способность отречься от себя, децентрироваться, тем явственнее становится это осознание.
Наша жизнь конечна, и нужно быть ответственным за её содержание, за её смысл. Ответственность предполагает приобщение к нуждам, заботам, радостям и страданиям Человечества, а смысл человека и Человечества просто не могут существовать один вне другого. Жизнь измеряется не годами, а наполненностью смыслом. Формой ответственности перед жизнью и Человечеством является совесть, её муки - следствие разобщения с человеческой сущностью.
Таким образом психология и вывела своё определение нормы, как развития, которое ведёт за собой приобщение к родовой человеческой сущности. Приведённые рассуждения в сжатом виде стали критериями такого развития:
- Отношение к человеку как к самоценности, а не как к «средству» достижения собственных целей, не как к функции;
- Способность к преодолению эгоцентризма, способность к децентрации, которая влечёт за собой творческий характер жизни, потребность в позитивной свободе;
- Способность к свободному проявлению собственной воли;
- Вера в собственную способность творить своё будущее, вера в осуществимость намеченного;
- Ответственность как перед собой, так и перед другими;
- Желание обрести общий, сквозной смысл жизни.